# جغد جیغ‌اره‌ای بی‌خال
جغد جیغ‌اره‌ای بی‌خال (نام علمی: Aegolius ridgwayi) نام یک گونه از سرده جغد جیغ‌اره‌ای است. این گونه در آمریکای مرکزی از جنوب مکزیک، جنوب تا غرب پاناما، بیشتر ارتفاع ۲۵۰۰ متری حضور دارد.